# Галицько-волинське пограниччя
Галицько-волинське пограниччя - історична межа, яка формувалася з давніх-давен. В давньоруський період - це була свого роду межа між Галицьким і Волинським князівствами. У другій половині XV - XVI століттях там проходив кордон між Великим Литовським Князівством і Польщею. 

## Сучасний стан
Нині це межа Львівської та Рівненської, Львівської та Волинської областей, у Тернопільській області межа проходить між Зборівським (Галичина) та Кременецьким районами (Волинь), далі ділить навпіл Збаразький район (дещо північніше Збаража) і пролягає до Збруча між Ланівецьким (Волинь) і Підволочиським (Галичина) районами. Край надзвичайно багатий пам'ятками історії, культури, з цікавими звичаями та традиціями.